# Piotr Kirillovitch Essen
Le comte Piotr Kirillovitch Essen, en russe : Пётр Кириллович Эссен, né en 1772, décédé en 1844, est un général et homme politique russe, général d'infanterie (1819), gouverneur d'Orenbourg de 1817 à 1830, gouverneur général militaire de Saint-Pétersbourg du 17 février 1830 au 14 février 1842), membre du Conseil d'État.

## Biographie

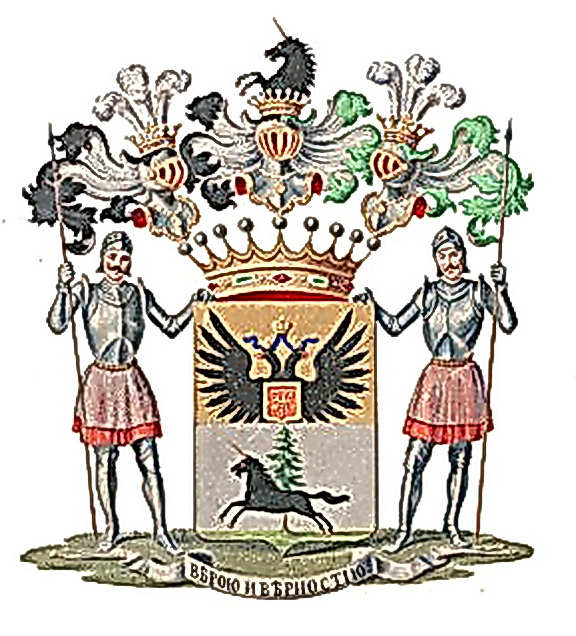
Armoiries du comte Essen.

Essen est issu d'une famille germano-balte d'origine bourgeoise de Pernau. Il entre en 1787 dans un régiment de la Garde impériale et devient sergent. Il prend part à la guerre russo-suédoise de 1788-1790.

## Contre la France
Il participe ensuite à la campagne de Suisse (1799-1800) de la Deuxième Coalition et aux guerres napoléoniennes de 1805, 1806, 1807 et 1812-1814. 

## Guerre russo-turque
Piotr Kirillovitch Essen participe ensuite à la guerre russo-turque de 1806-1812. En 1817, Alexandre Ier le nomme au poste de gouverneur militaire d'Orenbourg ; il occupe cette fonction jusqu'en 1830, année où il est admis au Conseil d'État. Le 17 février 1830, l'Empereur Nicolas Ier lui confie le poste de gouverneur général militaire de Saint-Pétersbourg ; il conserve cette fonction, jusqu'au 14 février 1842. Il fut également membre du Département des Institutions de l'impératrice Marie Féodorovna (ayant la charge d'œuvres de charité, en faveur des femmes et des écoles). En 1831, il fut nommé Président de la commission chargée de la lutte contre le choléra (maladie qui faillit lui coûter la vie lors de l'émeute du choléra du 14 février 1831). Il occupa les fonctions de président de la Commission d'études de Saint-Pétersbourg. Il fut à l'origine de l'adoption de règles régissant la répartition et l'emplacement des usines à Saint-Pétersbourg. Les usines produisant des produits dangereux reçurent l'ordre de s'installer uniquement en aval de la Neva et de ses canaux. Nicolas Ier l'éleva au rang de comte d'Empire en 1833. 
En 1842, le comte Essen quitta la vie publique. Il laissa une veuve, née princesse Catherine Lvov, et une fille unique, Alexandrine, qui avait épousé le comte Karl Jakob Pontus von Stenbock-Fermor, donnant ainsi naissance à la lignée des comtes von Essen-Stenbock-Fermor, par oukaze de Nicolas Ier en 1835.